# Дејан Мијатовић
Дејан Мијатовић (Чачак, 14. септембар 1968) је српски кошаркашки тренер.

## Каријера
Након играчке каријере коју је провео у Борцу из Чачка, Радничком, Застави из Крагујевца и Староград Гдањски из Пољске, започео је тренерску каријеру. Дипломац је Више кошаркашке школе у Београду, а кренуо је са радом као помоћни тренер Милована Степандића у првом тиму Борца из Чачка и то у периоду од 1996. до 2000. године.
Истовремено тренер Мијатовић водио је и кадете и јуниоре Борца, са којима је освојио једну сребрну (кадетско првенство у Подгорици, генерација 1983) и једну бронзану медаљу (јуниорско првенство у Никшићу). Од 2000. године преузима вођење сениорског тима Борца из Чачка. Након тога одлази у ФМП из Железника, где прво сарађује са Ацом Петровићем, па затим и са Владом Ђуровићем, са којим осваја Куп Радивоја Кораћа 2003. у Нишу.
Од 2003. године преузима екипу Ловћена са Цетиња а након тога успешно обавља функцију главног тренера српског прволигаша ОКК Београда све до 2006. године. Од 2006. године обавља функцију помоћног тренера у Хемофарму из Вршца где је радио са тренером Мирославом Николићем, са којим је такође сарађивао и у младој репрезентацији Србије и Црне Горе (У20), која је на Европском првенству 2006. године у Измиру (Турска) освојила златну медаљу.
Од сезоне 2007/08, водио је екипу Свислајон из Вршца, са којом је освојио прво место регуларног дела лиге, а касније и успешно наступао у Суперлиги Србије. Године 2007. је именован за тренера јуниорске репрезентације Србије са којом је на Европском првенству у Шпанији освојио златну медаљу. Прво интернационално искуство имао је водећи пољског прволигаша Баскет Познањ (сезона 2009/10) а од 2010. године на позив тренера Албе Луке Павићевића прихвата посао помоћног тренера.
Дана 14. децембра 2017. године Мијатовић је дошао на место помоћног тренера Партизана као део стручног штаба Ненада Чанка који је на клупи клуба из Хумске наследио смењеног Мирослава Николића. Са клубом из Хумске освојио је Куп Радивоја Кораћа, а по завршетку сезоне напустио је Партизан и отишао у немачки Олденбург, где је радио као тренер млађих категорија. На почетку сезоне 2020/21. је радио као као помоћни тренер Влади Шћепановићу у Партизану.

## Трофеји (као помоћни тренер)

### ФМП
- Куп Радивоја Кораћа (1) : 2003.

### Партизан
- Куп Радивоја Кораћа (1) : 2018.